# Leptotarsus albobasalis
Leptotarsus albobasalis är en tvåvingeart som beskrevs av Alexander 1969. Leptotarsus albobasalis ingår i släktet Leptotarsus och familjen storharkrankar.
Artens utbredningsområde är Venezuela. Inga underarter finns listade i Catalogue of Life.